# Conservatorio
Un conservatorio (detto anche conservatorio di musica) è un'istituzione di alta cultura di grado universitario specializzata nello studio della musica.
In Italia appartiene al comparto universitario dell'Alta formazione artistica, musicale e coreutica (AFAM) e può rilasciare il diploma accademico di primo livello, il diploma accademico di secondo livello e il diploma accademico di formazione alla ricerca, che costituiscono rispettivamente il titolo di primo ciclo, il titolo di secondo ciclo e il titolo di terzo ciclo del sistema di Bologna.

## Storia
Il termine "conservatorio" deriva dall'usanza, diffusasi nel XIV e XV secolo presso istituti di ospitalità e cura, di iniziare ed educare ad un mestiere (e fra questi quello della musica) orfani, trovatelli, bambini poveri o giovani educande di nobili famiglie decadute. Questi istituti erano noti, a seconda dei tempi e dei luoghi, come asili, ospizi, ospedali, orfanotrofi di pubblica pietà o, appunto, "conservatori".
A legare indissolubilmente il termine "conservatorio" ad un luogo scolastico in cui la musica assume un ruolo preminente fu la pratica didattica nella città di Napoli.
A Napoli operarono fino al tardo secolo XVIII quattro conservatori: I poveri di Gesù Cristo, La pietà dei turchini, Sant'Onofrio a porta Capuana e Santa Maria di Loreto, più uno femminile denominato Casa dell'Annunziata. È in questi luoghi che tra la fine del secolo XVII e l'inizio del secolo XVIII si consolidò e sviluppò la celeberrima scuola musicale napoletana, dando così luogo a partire dalla metà del Settecento al legame tra il nome generico di queste isitituzioni (conservatori) e l'insegnamento della musica. Nell'Istituto I poveri di Gesù Cristo, sorto nel 1599 per iniziativa del frate Marcello Fossataro, già nel 1633 erano registrati i nomi di un magister musicae e di un magister lyrae e la biblioteca era fornita di libri di mottetti e di madrigali; inoltre possedeva violini, tromboni, cornetti. Il conservatorio di Santa Maria di Loreto venne invece fondato da un artigiano, mastro Francesco, e annovera per la prima volta l'informazione di una cantata intorno al 1656. Verso la metà del XVII secolo si incominciò a insegnare musica anche al Sant'Onofrio a porta Capuana, nei decenni successivi soprattutto opera comica. La pietà dei turchini ebbe origini nel 1583 e le prime notizie di attività musicali risalgono al 1615.
Il conservatorio di Palermo fu fondato dal viceré De Castro nel 1617; l'insegnamento della musica vi fu introdotto molti decenni dopo, con lezioni di canto corale e di violino. Il conservatorio attraversò momenti difficili intorno agli anni Venti dell'Ottocento, quando i giovani fuggivano per evitare di essere arruolati nell'esercito borbonico. Verso la metà del secolo, grazie alla ristrutturazione del maestro Raimondi, la scuola riprese slancio e vigore.
Fra i maestri illustri dei primi conservatori si ricordano Alessandro Scarlatti, Tommaso Traetta (1727-1779), Niccolò Jommelli (1714-1774), Nicola Antonio Porpora (1686-1766). Tra gli allievi, Giovan Battista Pergolesi, Domenico Cimarosa, Leonardo Leo, Gian Francesco de Majo. Tra i maestri operanti negli ospedali veneziani, Baldassarre Galuppi (1706-1785). Tra i vari insegnamenti, quello del canto non mancava mai, e le istituzioni fornivano alle scholae cantorum numerosi giovani per i loro complessi corali.
A partire dal Settecento, questi conservatori acquisirono sempre maggiore importanza dal punto di vista dell'educazione musicale, perdendo la loro caratteristica assistenziale e mantenendo il nome di conservatorio per la scuola musicale, espandendo l'insegnamento oltre al canto anche alla teoria, alla composizione, ai vari strumenti musicali ed all'arte drammatica.

## Offerta formativa
Le aree accademiche sono articolate in molteplici indirizzi: esecutivo (canto o strumenti), compositivo, della direzione d'orchestra, della direzione di coro, della musica classica, del jazz, della musica elettronica, della didattica della musica, per la formazione artistico-professionale di cantanti, strumentisti, compositori, direttori (di coro e d'orchestra), insegnanti, tecnici del suono.